# N10 (België)
De N10 is een gewestweg in de Belgische provincies Antwerpen en Vlaams-Brabant. De weg verbindt Mortsel met Diest en is 52 km lang. De N10 heet plaatselijk onder andere Liersesteenweg, Provinciesteenweg en Aarschotse baan.

## Traject
De N10 loopt vanaf de N1 in Mortsel in zuidoostelijke richting naar Lier, tot in het centrum, om dan verder richting zuidoosten via Heist-op-den-Berg in Aarschot aan te komen. Na een stuk over de N19 en de R25 (Ring van Aarschot) loopt de N10 via Rillaar en Scherpenheuvel tot in Diest.

## Plaatsen langs de N10
- Mortsel
- Boechout
- Lier
- Koningshooikt
- Heist-op-den-Berg
- Begijnendijk
- Aarschot
- Rillaar
- Scherpenheuvel

## N10a
De N10a is een aftakking van de N10 in de plaats Aarschot. De weg heeft een lengte van ongeveer 1,2 kilometer en wordt onderbroken door Spoorlijn 16/1. Fietsers en voetgangers kunnen hier onder het spoor door. De route verloopt via de Herseltsesteenweg en Liersesteenweg. Deze route in combinatie met een stuk N19 en N19d was de oude route van de N10 door Aarschot heen.

## N10b
De N10b is een 600 meter lange route door Lier heen. De N10b gaat over de Hoogveldweg en Paul Krugerstraat naar de Belaarsesteenweg. Deze route was de oude route van de N10 door Lier heen. Voordat de N10 via de Aarschotsesteenweg over de Nete werd geleid was het stuk van de Paul Krugerstraat tussen de Hoogveldweg en de R16 onderdeel van de N10b.